# Naet
Naet is een bestuurslaag in het regentschap Belu van de provincie Oost-Nusa Tenggara, Indonesië. Naet telt 1259 inwoners (volkstelling 2010).